# 五人墓
31°19′52″N 120°34′51″E / 31.33114°N 120.58081°E
五人墓是明代天启年间苏州开读之变中被明廷处死的颜佩韦、杨念如、周文元、沈扬、马杰五人的合葬墓，位于中国江苏省苏州市阊门外山塘街775号，1956年被列为江苏省文物保护单位。

## 五人
据清代吴肃公《街南文集》中的《五人传》记载，颜佩韦是“贾人子，家千金，年少不欲从父兄贾，而独以任侠游里中”，周文元是“吏部舆人”，即周顺昌的轿夫。其余三人身份不明，应都为苏州市民。

## 建筑
五人墓墓门朝南，前临山塘河，壁嵌有《五人墓义助疏》碑，时在崇祯七年（1634年），参加义助者有吴默、文震孟、姚希孟、钱谦益、瞿式耜等54人。门后立双柱出头石坊，上有杨廷枢所书的“义风千古”四字。坊后是面阔三间进深六架的享堂，其明间立原本安放在墓门的“五人之墓”碑，高约2.2米，1981年整修时移到此处。东次间立张溥撰写的《五人墓碑记》石刻和清代书条石10块，多为赞颂、凭吊诗词。堂后为五人墓冢，一字横列，围以条石，作长方形，东西长16.87米，南北宽6米，高1.35米。正面嵌五人名碑。墓西侧为葛成墓。

## 现状
五人墓原已荒芜不堪，经两次修葺始成现状。 1956年第一次整修时，加砌墓冢护壁，修享堂，构围墙，植松柏。1966年起在文化大革命期间又遭破坏。1981年再次整修，移建饮马桥附近一清代厅堂至此，取名为“义风堂”，并增建长廊。1982年5月起重新开放，供人瞻仰凭吊。

## 外部連結
- 五人墓 苏州地方志